# Rigor
Rigor ou rigorosidade, tem diversos significados em relação à vida intelectual e discurso. Estes são separados das aplicações públicas e políticas com sua sugestão de lei imposta ao texto, ou absolutismo político. Uma religião e seus preceitos, também, pode ser aplicada levemente, ou aplicada com rigor.

## Rigor matemático
O rigor matemático pode referir-se àos rigorosos métodos de demonstrações matemáticas e àos métodos da prática matemática (deste modo relacionando-se a outras interpretações de rigor).
Também os graus do rigor na matemática são classificados como o rigor matemático (propriamente dito) e rigor axiomático; este é sobre rigor nos axiomas, utilizados para construir os teoremas matemáticos, por exemplo, como os axiomas de Euclides na geometria, produzindo a geometria Euclidiana.
O rigor matemático é utilizado no âmbito pedagógico, dentro da sala de aula como um modo de ensino da matemática abrangendo apenas a sua forma nobre de pensar. Porém nem todos os alunos seguirão na área das exatas, que são prejudicados enquanto o docente usar essa técnica descontextualizadas de ensino, um ensino formal muito mecânico; pois para muitos alunos o conhecimento matemático é algo complexo e que não possui relação com sua vida cotidiana.
Conforme recomendações dos Parâmetros Curriculares Nacionais (PCN), do governo federal do Brasil “o conhecimento matemático formalizado precisa, ser transferido para se tornar possível de ser ensinado, aprendido; ou seja, a obra e o pensamento do matemático teórico não são passíveis de comunicação direta aos alunos.”

### Exemplo de rigor matemático
Para demonstrar o chamado Último Teorema de Fermat, o matemático Andrew Wiles tinha pelo seu método de demonstrar a Conjectura de Taniyama-Shimura. Num período anterior a apresentação primordial da demonstração, Nicholas Katz, outro matemático, ajudou-o a analisar sua então proposta demonstração, julgando não haver nenhum erro. Em maio de 1993, Wiles apresentou a primeira demonstração numa conferência na cidade de Cambridge, no instituto Isaac Newton. Nesta conferência, Wiles realizou um conjunto de palestras que no todo eram sua demonstração, que após tal apresentação, seria submetida a um exame de avaliação, onde foram distribuídas partes suas para que diversos outros matemáticos a avaliassem. Entretanto, na parte correspondente ao próprio Katz ocorreu um erro, comunicado a Wiles, mas em segredo do resto da comissão, para que Wiles a corrigisse. Esta correção, até por motivos de imagem pública, deveria ser corrigida antes que a comunidade sobre tal se manifestasse.
Após seis meses, Wiles ainda não tinha obtido a correção, mas persistia, dizendo a comunidade que precisava de mais tempo para aprontar seus manuscritos. Com o tempo razoável se esgotando, um matemático, chamado Peter Sarnak sugeriu que Wiles utilizasse um auxiliar, sendo escolhido Richard Taylor, um entre os avaliadores e e ex-aluno de Wiles. Após quatorze meses de trabalho, após Wiles ter anunciado a demonstração, em setembro de 1994, com o erro inicial corrigido, a demonstração final (mais simples que a primeira) estava pronta e avaliada criteriosamente pela comunidade de matemáticos como correta e, como típico das demonstrações de teoremas matemáticos, inequívoca.

## Rigor científico
Rigor como princípio no desenvolvimento de ciências implica que qualquer alegação que mude os paradigmas vigentes precisa passar pelo método científico, que é restritivo, cuidadoso, extremamente detalhista e exigente. Apenas passando por todo este rigor é que uma evidência a favor de uma hipótese poderá ser aceita. A hipótese não é afirmada como verdadeira (a verdade), mas é afirmada como não sendo falsa, ela sobrevive à chamada falseabilidade.
Exemplificando: Galileu afirmou que a queda dos corpos não apresentava aceleração e velocidade proporcional a sua massa (algo afirmado por Aristóteles) e sim, apresentava-se como igual para todos os corpos, independentemente de suas massas. Para tanto, submeteu tal fenômeno à múltiplas experiências científicas, e apresentou seus resultados a outros pensadores. Similarmente, hoje, qualquer afirmação científica é publicada, após revisão e submetendo-se à reprodução das experiências e observações por outros pesquisadores, a chamada "revisão pelos pares".